# Gerd Appenzeller
Gerd Appenzeller (* 1943 in Berlin) ist ein deutscher Journalist. Appenzeller war bis 2013 einer der Herausgeber des Berliner Tagesspiegels.

## Leben
Appenzeller absolvierte das Abitur in einem süddeutschen Internat und studierte danach Architektur in Berlin. Nach einem Redaktionsvolontariat von 1964 bis 1966 war Appenzeller Lokalredakteur, politischer Redakteur und Chef vom Dienst beim Südkurier Konstanz, dann dessen Chefredakteur (1988–1994).
Von 1994 bis 1998 war er Sprecher der Chefredaktion des Tagesspiegels, bis 2009 dessen Redaktionsdirektor. Seitdem ist er Berater der Chefredaktion.
Von 1977 bis 2009 war er auch freier Mitarbeiter beim SWR-Fernsehen. Er ist regelmäßiger Mitarbeiter der Deutschen Welle und war „Lotse“ in der Ratesendung „Ich trage einen großen Namen“.